# Distrito de Auraiya
Auraiya (en hindi; औरैया जिला, urdu; اوریہ) es un distrito de India en el estado de Uttar Pradesh. Código ISO: IN.UP.AU.
Comprende una superficie de 2 054 km².
El centro administrativo es la ciudad de Auraiya.

## Demografía
Según censo 2011 contaba con una población total de 1 372 287 habitantes.